# أخيضر رصاصي
أخيضر رصاصي (الاسم العلمي:Vireo plumbeus) (بالإنجليزية: Plumbeous Vireo)‏ هو نوع من الطيور يتبع جنس الأخيضر من الفصيلة الأخيضرية.